# Wodnoje
Wodnoje (russisch Водное, deutsch Syndau) ist ein Ort in der russischen Oblast Kaliningrad. Er gehört zur kommunalen Selbstverwaltungseinheit Stadtkreis Selenogradsk im Rajon Selenogradsk.

## Geographische Lage
Wodnoje liegt 27 Kilometer nordwestlich der Stadt Kaliningrad (Königsberg) im westlichen Samland an der Kommunalstraße 27K-333 von Gratschowka (Craam), nach Olchowoje (Korwingen). Eine Bahnanbindung besteht nicht.

## Geschichte
Bereits im Jahre 1331 wurde das bis 1946 Syndau genannte Gutsdorf gegründet, das ab 1874 zum Amtsbezirk Sankt Lorenz (heute russisch: Salskoje) im Landkreis Fischhausen (1939 bis 1945 Landkreis Samland) im Regierungsbezirk Königsberg der preußischen Provinz Ostpreußen gehörte. Im Jahre 1910 waren hier 53 Einwohner ansässig.
Am 30. September 1928 schlossen sich die Gutsbezirke Syndau, Korwingen (heute russisch: Olchowoje), Lopsienen (Rogatschowo) und Mossycken (russisch auch: Rogatschowo, heute aber nicht mehr existent) zu einer neuen Landgemeinde Syndau zusammen. Sie zählte im Jahre 1933 schon 237, im Jahre 1939 bereits 252 Einwohner.
In Kriegsfolge kam Syndau inmitten des nördlichen Ostpreußens im Jahre 1945 zur Sowjetunion. Der Ort erhielt im Jahr 1950 die russische Bezeichnung Wodnoje und wurde gleichzeitig dem Dorfsowjet Schatrowski selski Sowet im Rajon Primorsk zugeordnet. Von 2005 bis 2015 gehörte Wodnoje zur Landgemeinde Krasnotorowskoje selskoje posselenije und seither zum Stadtkreis Selenogradsk.

## Kirche
Syndau mit seinen überwiegend evangelischen Einwohnern war vor 1945 in das Kirchspiel der Pfarrkirche in Sankt Lorenz (heute russisch: Salskoje) eingegliedert, das zum Kirchenkreis Fischhausen (Primorsk) in der Kirchenprovinz Ostpreußen der Kirche der Altpreußischen Union gehörte. Heute liegt Wodnoje im Einzugsbereich der neu entstandenen evangelisch-lutherischen Auferstehungskirchengemeinde in Kaliningrad (Königsberg) in der Propstei Kaliningrad der Evangelisch-lutherischen Kirche Europäisches Russland.